# Battaglia di Çatalca
La battaglia di Çatalca, combattuta tra il 17 ed il 18 novembre 1912, è stata uno dei più pesanti scontri della prima guerra balcanica.
La prima e la terza armata dell'esercito bulgaro, sotto il comando del generale Radko Dimitriev, attaccarono l'esercito ottomano attestato a Çatalca; la vittoria avrebbe loro permesso di sfondare l'ultima linea di difesa prima della capitale Costantinopoli.
Le alte perdite però costrinsero i bulgari ad arrestare l'attacco, lasciando la vittoria agli ottomani. La battaglia è stato il più grande successo militare dell'esercito ottomano per tutta la durata della guerra e la prima grande sconfitta dell'esercito bulgaro fin dalla sua istituzione nel 1878.